# Anathapindika
Anathapindika, nato Sudatta (lingua pali: Anāthapiṇḍika; lingua sanscrita: Anāthapiṇḍada; Shravasti, ... – Shravasti, ...; fl. V secolo a.C.), è stato un ricco mercante e banchiere indiano, ritenuto il più ricco mercante di Savatthi ai tempi di Gautama Buddha.

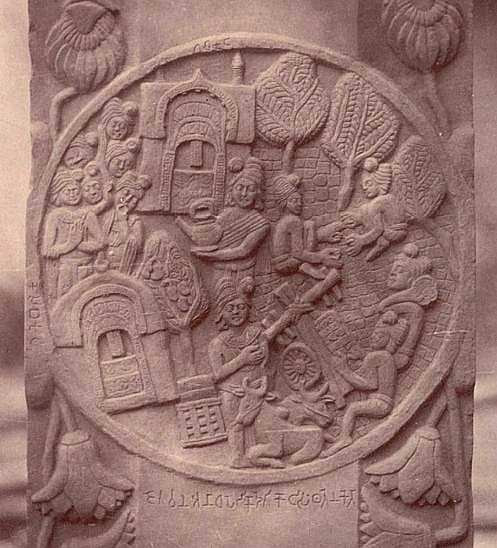
Scultura Bharhut, donazione di Anathapindika

È considerato il principale patrono maschile del Buddha. Fondò il Monastero di Jetavana a Savatthi, considerato uno dei due templi più importanti al tempo del Buddha storico, l'altro è Migāramātupāsāda.
Anathapindika nacque in una ricca famiglia di mercanti a Savatthi con il nome di nascita Sudatta, ed era un parente di Subhūti, uno dei dieci discepoli principali del Buddha. Divenne ampiamente noto con il soprannome di Anathapindika, letteralmente "colui che fa l'elemosina (piṇḍa) agli indifesi (anātha)", a seguito della sua reputazione dell'amore di donare ai bisognosi. Incontrò il Buddha durante un viaggio d'affari a Rājagaha dopo che suo cognato gli aveva parlato di lui. Raggiunse il "sotapanna", uno stadio di illuminazione, dopo aver ascoltato la predicazione del Buddha. In seguito all'incontro, divenne un devoto seguace laico e acquistò un terreno, per costruire il Monastero di Jetavana, dal principe di Kosala coprendo il parco con monete. Dopo aver costruito il Monastero di Jetavana continuò a sostenere generosamente il Buddha e la sua comunità monastica per tutta la vita e divenne noto come il più grande patrono e benefattore del Buddha insieme alla sua controparte femminile, Visakha.
Come patrono principale, Anathapindika nutriva quotidianamente un gran numero di monaci del Buddha e manteneva e riforniva regolarmente il monastero di Jetavana, oltre a servire come uno dei principali aiutanti del Buddha nei rapporti con il pubblico in generale. È conosciuto come il discepolo laico maschio del Buddha che era il primo in generosità. Anathapindika è spesso indicato come Anathapindika-setthi (setthi che significa "persona ricca" o "milionario"), ed è talvolta indicato come Mahā Anāthapindika per distinguerlo da Cūla Anāthapindika, un altro discepolo del Buddha.

## Sfondo
Nella credenza buddista, quando appare nel mondo un Buddha pienamente illuminato, ha sempre una serie di discepoli principali che svolgono ruoli diversi. Oltre alla coppia di principali discepoli Arahant come i principali discepoli maschi di Gautama Buddha Sariputta e Moggallana, e le sue principali discepole Khema e Uppalavanna, tutti i Buddha hanno anche una serie di principali patroni. Il principale patrono maschile di Gautama Buddha era Anathapindika, mentre la sua principale patrona femminile Visakha.
Secondo il Canone pāli, al tempo di Padumattara Buddha, un capofamiglia fu ispirato quando Padumattara Buddha parlò del suo discepolo laico che era il primo in generosità. Il capofamiglia quindi decise in quella vita di diventare il discepolo più generoso di un futuro Buddha e fece molte buone azioni nella speranza di diventarlo. Il suo desiderio venne realizzato quando rinacque come Anathapindika e divenne il principale patrono di Gautama Buddha.

## Biografia

### Primi anni e famiglia
Anathapindika era nato con il nome di battesimo di Sudatta ed era figlio di un ricco mercante di nome Sumana. Era un parente di Subhūti, che sarebbe poi diventato il discepolo del Buddha che era il primo ad essere degno di doni (dakkhiṇeyyānaṃ).  Quando Sudatta crebbe, sposò una donna di nome Puññalakkhanā, sorella di un ricco mercante di Rājagaha. Sudatta era noto per la sua generosità già prima della sua conversione al buddismo, ed era noto al pubblico con il soprannome di "Anathapindika", ovvero "colui che fa l'elemosina agli indifesi", per via del suo amore per il donare. Anathapindika ebbe un figlio, Kāla, e tre figlie, Mahā-Subhaddā, Cūla-Subhaddā e Sumanā. Sua nuora era Sujātā, la sorella più giovane della sua controparte femminile, Visakha.

### Incontro con il Buddha
I testi buddisti descrivono il primo incontro di Anathapindika con il Buddha a Rājagaha. Durante gli affari, Anathapindika andò a trovare suo cognato, che era già un seguace del Buddha. Quando arrivò a casa di suo cognato, notò che la famiglia si stava preparando per una festa elaborata e la scambiò come preparazione per un matrimonio o una visita del re. Quando Anathapindika chiese dei preparativi, suo cognato spiegò che si stavano preparando per la visita del Buddha (l'Illuminato) e dei suoi monaci. Sentendo ciò, Anathapindika si rallegrò, esclamando "Vuoi dire che è sorto nel mondo un essere completamente illuminato?", e immediatamente decise di andargli incontro.
Il giorno seguente Anathapindika si alzò presto per incontrare il Buddha, ma si rese conto che era ancora buio. Continuò comunque, dopo che uno yakka amichevole gli sussurrò all'orecchio e lo esortò a continuare. Anathapindika alla fine raggiunse una figura che lo chiamò "Sudatta" e gli chiese di farsi avanti. Sorpreso di sentire il suo nome di nascita, che non era noto alla gente, concluse che poteva essere solo il Buddha, e andò avanti. Il Buddha poi ebbe una discussione con lui ed espose le Quattro nobili verità e in seguito Anathapindika raggiunse lo stato di "sotapanna", uno stadio di illuminazione.

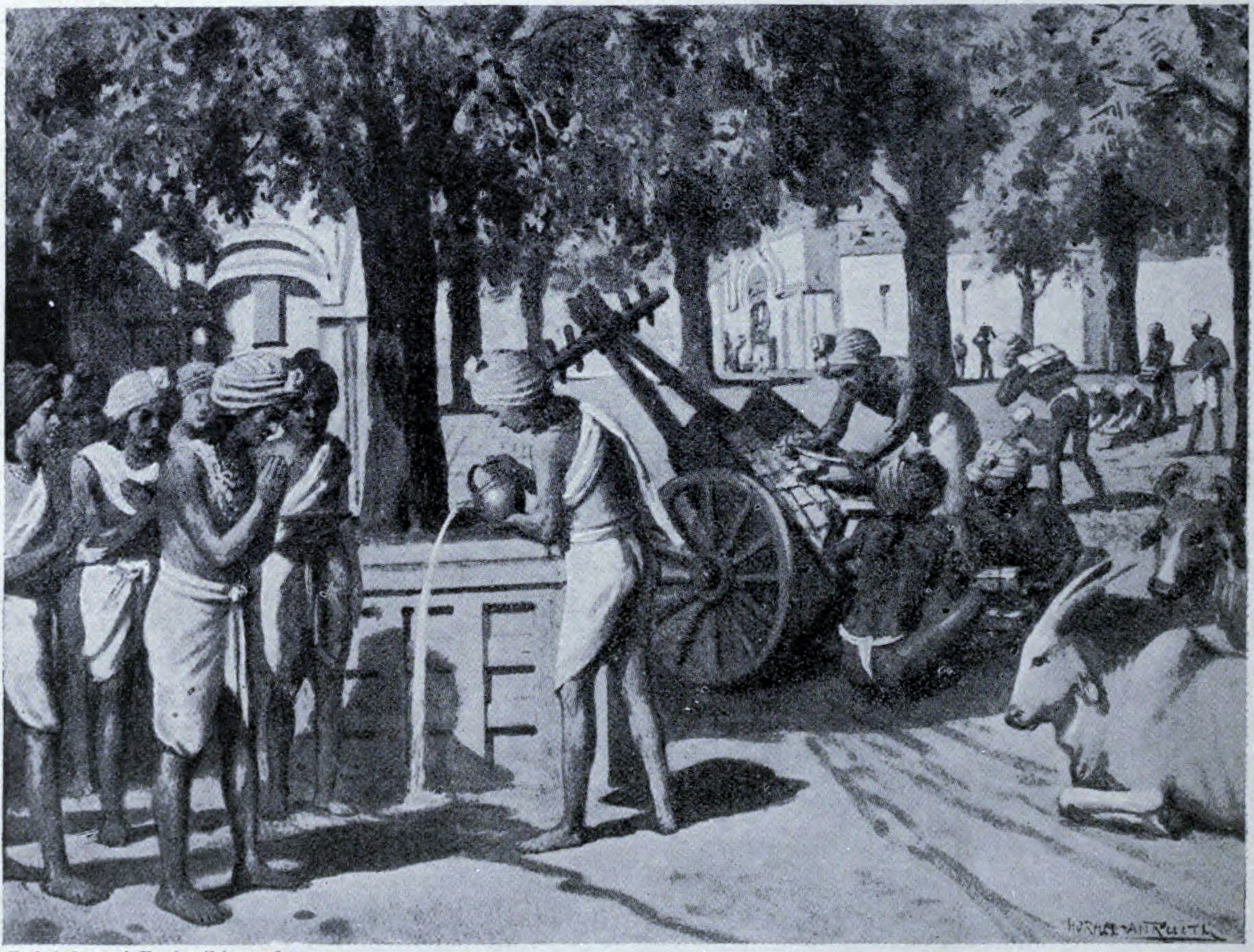
Il grande atto di carità di Anathapindika

### Costruzione del monastero di Jetavana
Dopo il primo incontro con il Buddha gli disse che voleva offrirgli un pasto che il Buddha accettò, e poi chiese di costruire un tempio per lui e per i suoi monaci nella sua città natale di Savatthi, alla qual cosa il Buddha acconsentì.
Poco dopo, Anathapindika tornò a Savatthi per cercare un luogo dove costruire il monastero. Alla ricerca di un luogo che fosse sia accessibile ai seguaci che pacificamente appartato, si imbatté in un parco appartenente al principe Jeta, figlio del re Pasenadi di Kosala. Anathapindika si offrì di acquistare il parco dal principe ma questi rifiutò. Dopo le insistenze di Anathapindika il principe disse che gli avrebbe venduto il parco se lo avesse coperto di monete, pensando che nessuno avrebbe accettato un prezzo del genere. Con sorpresa del principe, Anathapindika accettò.
Quando il principe Jeta dichiarò che non aveva detto seriamente e che non avrebbe venduto il parco, Anathapindika e il principe andarono dagli arbitri che conclusero che il principe Jeta doveva vendere il parco al prezzo concordato. Le monete portate da Anathapindika coprivano tutto il parco tranne un punto all'ingresso. Anathapindika inviò l'ordine di portare altre monete, ma essendo stato ispirato dalla determinazione del mercante e volendo condividere il merito dell'offerta, il principe Jeta donò la terra rimanente e si offrì di costruire un muro e una porta per il monastero, nonché fornire alberi per il legname. Successivamente, Anathapindika spese diversi milioni di pezzi in più per costruire il tempio e i suoi arredi. Secondo lo studioso tedesco di lingua pali, Hellmuth Heckler, il mercante finì per spendere circa tre quinti della sua fortuna totale acquistando la terra e costruendo il tempio che sarebbe diventato noto come Jetavana (letteralmente "Bosco di Jeta" o "Boschetto di Jeta"). Il tempio è spesso indicato nelle scritture buddiste come "Monastero di Anathapindika nel bosco di Jeta" per dare riconoscimento a entrambi i benefattori.

### Patrono principale
Il Buddha designò Anathapindika come suo principale patrono, insieme a Visakha. È considerato il discepolo laico buddista maschio che fu primo in generosità. I testi buddisti riferiscono che per tutta la sua vita Anathapindika inviò regolarmente cibo, medicine e provviste al monastero di Jetavana, oltre a ricevere quotidianamente monaci a casa sua per l'elemosina.  Il tempio era anche regolarmente mantenuto dai servi di Anathapindika. Quando Anathapindika era lontano da casa, incaricava sua figlia maggiore di fare l'elemosina al suo posto.
Ogni volta che il Buddha era a Savatthi, Anathapindika gli rendeva visita due volte al giorno. Dopo il primo incontro con il Buddha, Anathapindika si impegnò a seguire gli insegnamenti e ad osservare rigorosamente i cinque precetti, oltre a incoraggiare la sua famiglia, gli amici, i dipendenti e tutti coloro che lo circondavano a fare lo stesso. Secondo i commentari buddisti, Anathapindika non fece mai una domanda al Buddha, per paura di disturbarlo, ma il Buddha gli avrebbe predicato di sua iniziativa. Anathapindika era anche molto esperto nel Dhamma ed era un eccellente oratore. Le scritture buddiste descrivono un'epoca in cui visitò un tempio di un'altra tradizione religiosa e ne conseguì un dibattito, con Anathapindika che sconfisse abilmente i seguaci dell'altra tradizione religiosa.
Anathapindika e Visakha non furono solo i più grandi donatori di Gautama Buddha, ma anche i suoi principali aiutanti quando si trattava di questioni pratiche in generale. Il Buddha si rivolgeva spesso a uno dei due principali patroni ogni volta che c'era bisogno di organizzare qualcosa con la comunità laica.

### Incontro con lo Spirito della Terra

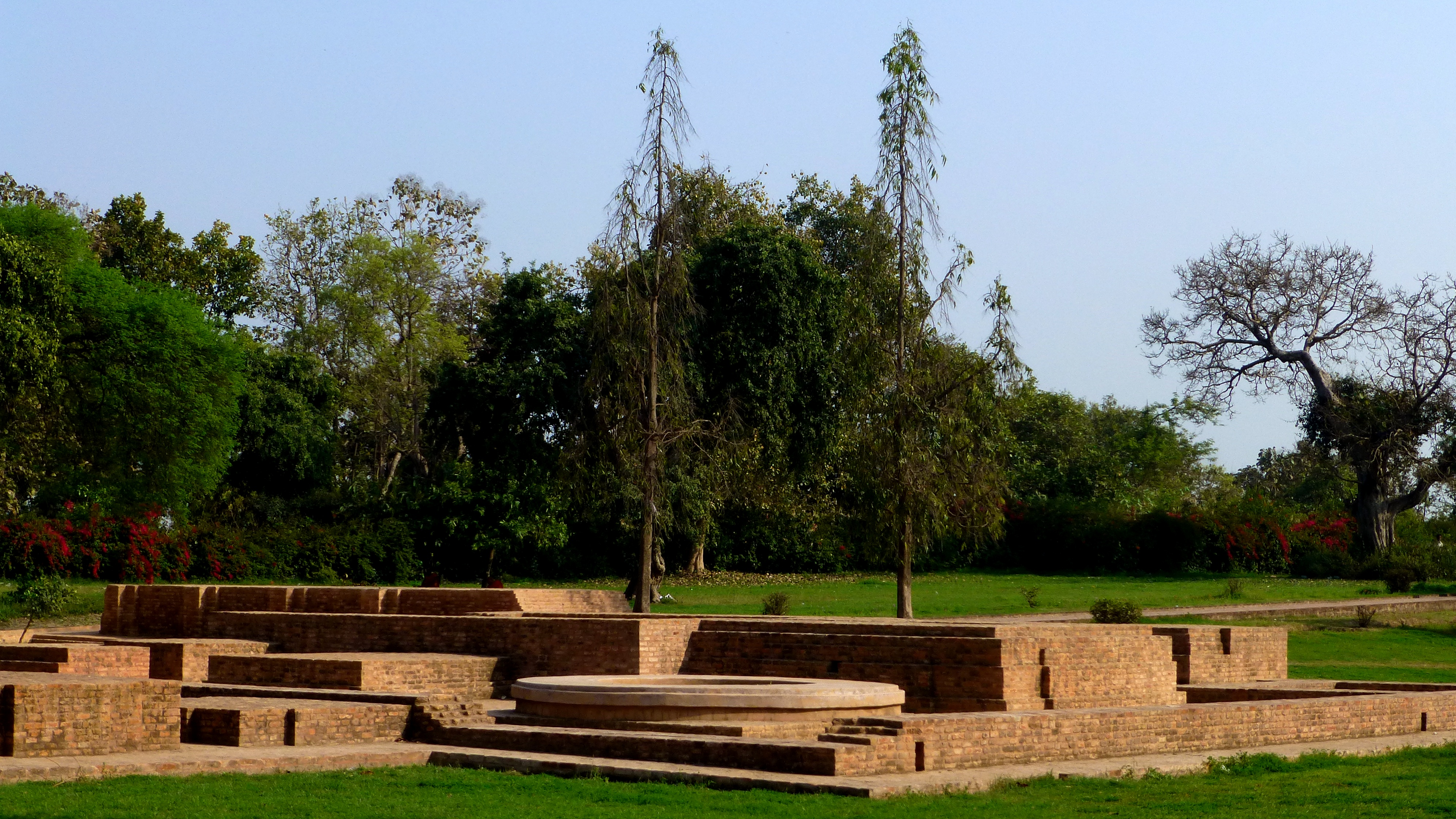
Scena di alcuni resti al Monastero di Jetavana.

Secondo i testi, un tempo Anathapindika perse una parte significativa della sua fortuna in un'alluvione che portò via grandi quantità del suo oro, e fu ridotto in povertà a causa del suo amore per il dare e per aver prestato grandi somme ai suoi amici. Nonostante ciò continuò il suo patrocinio e sostegno al buddismo, anche se in modo più modesto. Si dice che in seguito tornò al suo status di benestante, grazie all'aiuto di un deva redentore, o spirito.
Sulla base dei resoconti delle scritture buddiste, a quel tempo c'era un deva che viveva nella casa di Anathapindika. Secondo le leggi del suo regno, il deva doveva lasciare la sua dimora ogni volta che il Buddha o un monaco erano in casa, come forma di rispetto. Infastidito da ciò, il deva apparve davanti ad Anathapindika e gli suggerì di preservare il suo tesoro rimanente e di interrompere il suo patrocinio al buddismo poiché non era più ricco. Sconvolto da questo suggerimento, Anathapindika spiegò che gli unici tesori che conosceva erano i Tre Gioielli: il Buddha, il Dhamma e il Sangha, e che avrebbe continuato a sostenere il Buddismo finché avesse avuto qualcosa da dare. Anathapindika ordinò quindi al deva di lasciare la sua casa, affermando che i nemici del Buddha non erano i benvenuti, costringendolo a trovare un nuovo posto dove vivere. Il deva senzatetto andò da diverse autorità, raggiungendo infine Śakra, il re dei deva di Trāyastriṃśa, che gli suggerì di espiare recuperando l'oro perduto di Anathapindika, convincendo i suoi debitori a ripagare i loro debiti e dando ad Anathapindika un tesoro sepolto, che non aveva proprietario. Ciò portò Anathapindika a tornare ricco, anche più di prima.

### La storia di Kalakanni
Una famosa storia descritta nelle scritture buddiste è quella di Kalakanni. Kalakanni (il cui nome significa "uccello sfortunato") era un amico d'infanzia di Anathapindika che era diventato povero. Quando Kalakanni chiese aiuto ad Anathapindika, il setthi gli offrì un lavoro a casa sua. Questa decisione venne accolta male dalla famiglia di Anathapindika, a causa del basso status di Kalakanni e della superstizione per il nome ritenuto di cattivo auspicio. Anathapindika ignorò tuttavia questa superstizione e il suo status e concesse al suo amico un lavoro. Questo alla fine andò a favore della famiglia. Quando un gruppo di ladri tentò di derubare Anathapindika, mentre era via per un viaggio d'affari, il vigile Kalakanni notò i ladri e iniziò a fare rumori, convincendoli che la casa era occupata e costringendoli ad andarsene.

### Morte
Quando Anathapindika si ammalò, ricevette la visita di Sariputta e Ananda, due dei principali discepoli del Buddha. Sariputta tenne un sermone, raccomandando ad Anathapindika di concentrarsi sul liberare la sua mente dall'attaccamento e di riflettere sulla vacuità dell'esistenza. Il setthi in seguito dichiarò che questo sermone era stato il più profondo che avesse mai ascoltato, e Sariputta spiegò che questo insegnamento non era normalmente dato ai laici. Poco dopo che Sariputta e Ananda se ne furono andati, Anathapindika morì. Secondo le scritture buddiste, Anathapindika rinacque come deva nel paradiso di Tusita, dove avrebbe vissuto con la sua controparte femminile Visakha e il re del paradiso di Trāyastriṃśa, Śakra.

## Eredità

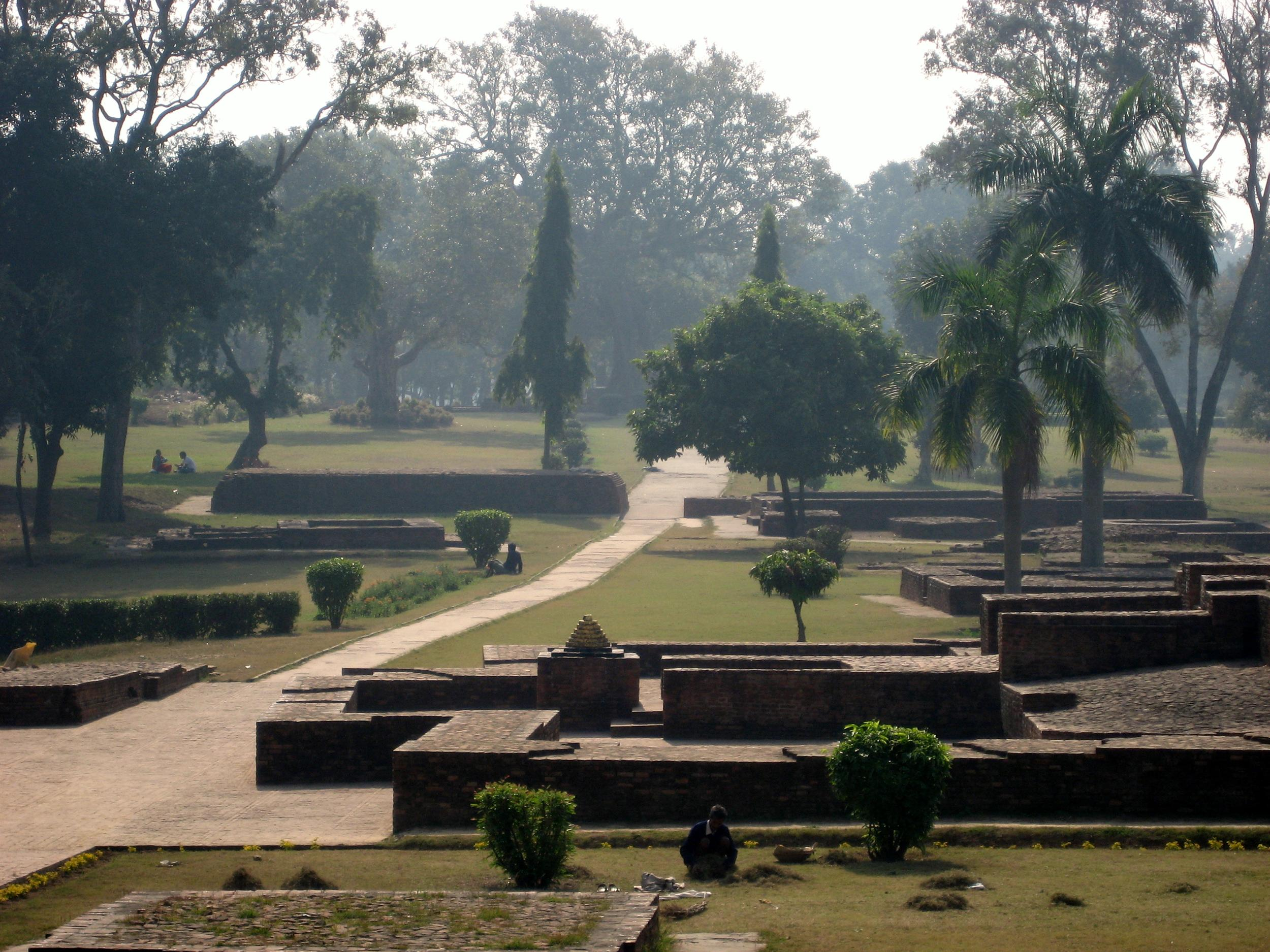
I resti di una sezione del Monastero di Jetavana.

Anathapindika è considerato uno dei seguaci più esemplari della virtù buddista della generosità. Non solo forniva regolarmente elemosine e generi di prima necessità ai monaci di Jetavana, ma ospitava ogni giorno per i pasti centinaia di monaci nella sua residenza. Riferendosi ad Anathapindika, il Buddha affermò che per colui che si è dedicato a perfezionare la virtù della generosità, niente al mondo è in grado di impedirgli di dare. L'amore di Anathapindika per il dono, unito a qualche disgrazia, a un certo punto ridusse il setthi in povertà. Ma anche in tempi di difficoltà, Anathapindika è stato descritto come continuatore del suo patrocinio al buddismo, sebbene con doni molto più modesti. La sua ricchezza alla fine gli fu comunque restituita, grazie al potere del merito della sua generosità.
Il patrocinio di Anathapindika ebbe un impatto significativo sul buddismo. La sua città natale, Savatthi, era considerata il centro del buddismo dell'epoca, essendo la sede di un numero significativo di sermoni del Buddha. Inoltre, il Buddha trascorse diciannove stagioni delle piogge nel monastero di Jetavana, più che in qualsiasi altro tempio durante la sua vita. Dopo la costruzione del monastero di Migāramātupāsāda a Savatthi, da parte di Visakha, il Buddha si alternava tra il monastero di Anathapindika e il monastero di Visakha ogni volta che soggiornava a Savatthi. La generosità di Anathapindika ispirò persino il re Pasenadi, un altro seguace del Buddha, a iniziare un generoso patrocinio del buddismo.
Secondo lo studioso di religiosni Todd Lewis, Anathapindika è una delle figure più popolari dell'arte buddista e della narrazione nella tradizione buddista asiatica. Gli studiosi buddisti George D. Bond e Ananda WP Guruge, indicano la storia di Anathapindika come prova che il percorso buddista per i laici e le ricompense della generosità nel buddismo non sono distinti dal percorso verso il Nirvana che è al centro dei monaci buddisti.